# Fifth Harmony
Fifth Harmony, a menudo abreviado como 5H, fue un grupo musical femenino estadounidense, compuesto por Ally Brooke, Normani, Dinah Jane, Lauren Jauregui y Camila Cabello. El grupo firmó un contrato discográfico conjunto con el sello Syco Records de Simon Cowell y el sello Epic Records de L. A. Reid después de formar y terminar en tercer lugar en la segunda temporada de la serie de competencia de canto estadounidense The X Factor en 2012.
El grupo lanzó su sencillo debut «Miss Movin' On», precediendo a su obra extendida Better Together. En 2015, el grupo lanzó su álbum de estudio debut Reflection, que fue certificado oro por la Recording Industry Association of America (RIAA). Engendró los sencillos «Boss», «Sledgehammer» y «Worth It»; con el último sencillo certificado triple platino por la RIAA y alcanzando los diez primeros en trece países. En 2016, el grupo lanzó «Work from Home», el sencillo principal de su segundo álbum 7/27, alcanzó el puesto número cuatro en el Billboard Hot 100, convirtiéndolo en el primer sencillo entre los cinco primeros de un grupo femenino en una década en ese gráfico. Lanzaron su tercer álbum homónimo en 2017. El grupo hizo una pausa indefinida en marzo de 2018, lo que permitió a sus miembros emprender proyectos en solitario.
Fifth Harmony ha vendido casi 15 millones de unidades certificadas por la Recording Industry Association of America (RIAA), y es uno de los grupos de chicas más vendidos de todos los tiempos con 60 millones de copias vendidas en 2019. Son conocidas por su rango vocal y canciones con temas de empoderamiento femenino, auto-positividad, confianza y unidad. A partir de 2016, han obtenido 1600 millones de reproducciones bajo demanda, según Nielsen SoundScan. Billboard las nombró el grupo de chicas más grande de la década de 2010. En 2017, Time se refirió a ellas como posiblemente «el grupo de chicas más grande del mundo». Fifth Harmony ha obtenido la mayor cantidad de álbumes entre los diez primeros en el Billboard 200 de Estados Unidos para cualquier grupo de chicas en el siglo XXI. Sus elogios incluyen un American Music Awards, tres MTV Europe Music Awards, tres Guinness World Records, cuatro MTV Video Music Awards, cuatro iHeartRadio Music Awards, el primer premio Billboard Women in Music Group of the Year, un récord de cinco Nickelodeon Kids' Choice Awards (la mayor cantidad para un grupo de chicas), y diez Teen Choice Awards.

## Biografía y carrera artística

### 2012:The X Factor

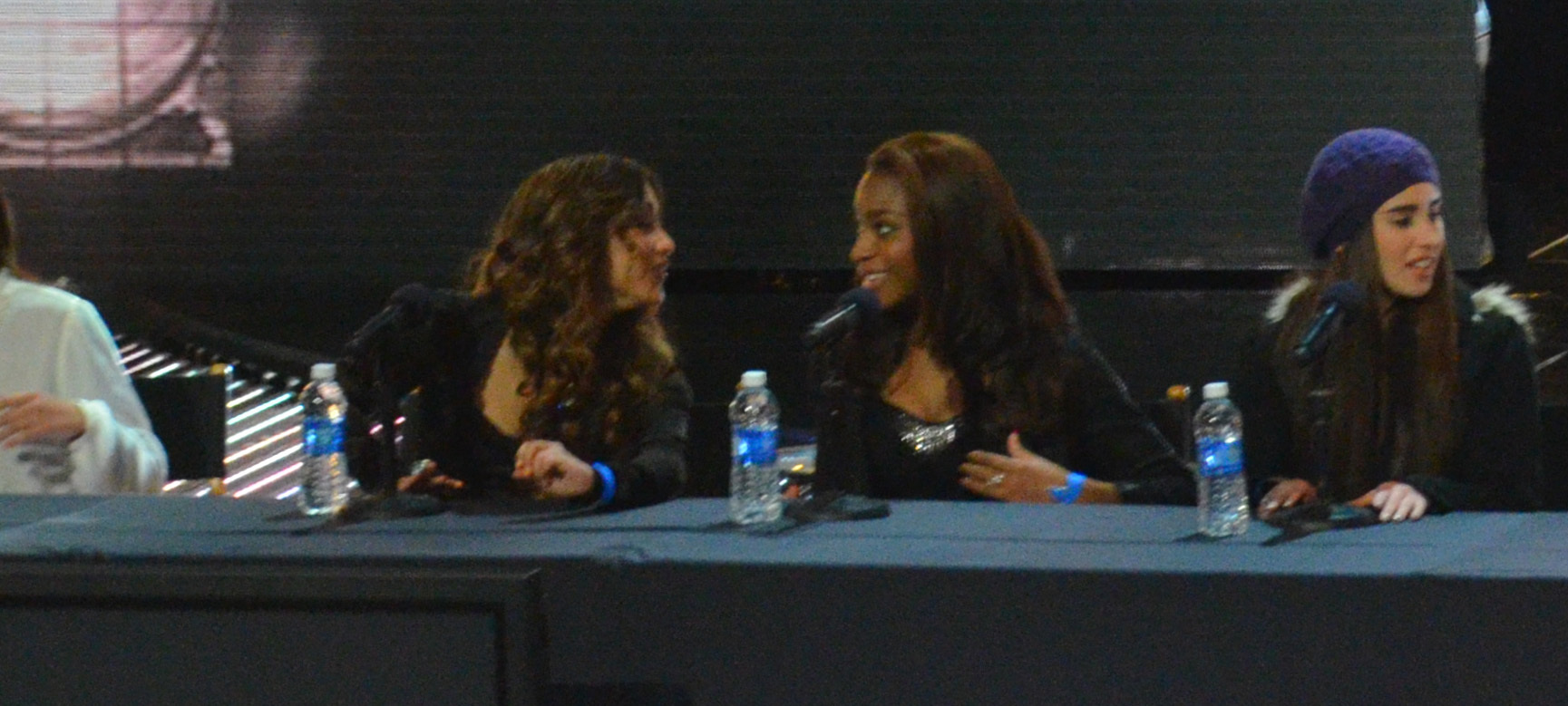
Fifth Harmony en el set de The X Factor en diciembre de 2012.

En 2012, Ally Brooke, Camila Cabello, Normani, Dinah Jane y Lauren Jauregui audicionaron como concursantes solistas en la segunda temporada de la competencia de canto televisada estadounidense The X Factor. Las últimas cuatro no lograron progresar en la categoría «Adolescentes», y Brooke no pudo ingresar a la categoría «Adultos jóvenes». Sin embargo, más tarde fueron traídas de vuelta y reunidas para formar un grupo de chicas de cinco integrantes en The Fillmore, en Miami, Florida el 27 de julio, calificando así para la categoría «Grupos». Los jueces Demi Lovato, L.A. Reid, Britney Spears y Simon Cowell ayudaron a formar el grupo. Para su canción de calificación en las «casas de los jueces», y su primera canción como grupo, las chicas cantaron una versión acústica de «Impossible» de Shontelle. Posteriormente, Marc Anthony calificó la actuación de «increíble» y Cowell compartió sentimientos similares y dijo que eran «claramente un gran grupo». Inicialmente, el nombre del grupo era «Lylas» (un acrónimo de Love You Like a Sister), pero otro grupo llamado «The Lylas» (que consta de cuatro de las hermanas de Bruno Mars) afirmó que el programa robó su nombre. A partir de entonces, Lylas cambió su nombre a 1432 (un término coloquial para I Love You Too), que se anunció en el primer show en vivo el 31 de octubre, durante el cual 1432 interpretó «We Are Never Ever Getting Back Together» de Taylor Swift. Cowell y Reid criticaron el nuevo nombre, y Cowell sugirió que se cambiara el nombre del grupo nuevamente. Durante el primer show de resultados en vivo el 1 de noviembre de 1432 interpretó «Skyscraper» de Demi Lovato en un sing-off con el grupo de chicas de tres integrantes Sister C. Cowell decidió enviar a 1432 al Top 12 y anunció que serían renombradas a través de los espectadores en línea. Se anunció el nombre elegido por el público: «Fifth Harmony».
En la etapa de semifinales del espectáculo, el grupo interpretó «Anything Could Happen» de Ellie Goulding, así como «Impossible» por segunda vez durante la competencia. Sin embargo, su interpretación de «Impossible» recibió críticas en su mayoría negativas de los jueces porque el grupo había interpretado previamente la canción en la casa de Cowell (aunque no en el escenario del concierto de The X Factor). Tres integrantes del grupo (Camila, Lauren y Ally) cantaron partes de la canción en español fluido. Los resultados de la votación pública de la noche siguiente avanzaron a Fifth Harmony a los tres finalistas junto con Tate Stevens y Carly Rose Sonenclar. En el show en vivo de los tres mejores, Fifth Harmony interpretó «Anything Could Happen» por segunda vez como su canción «Song of the Series». Su segunda canción fue un dueto con la jueza de The X Factor, Demi Lovato, cantando «Give Your Heart a Break». Su última canción de la noche (y la última en el programa) fue «Let It Be» de The Beatles, anunciada como su «canción de $5 millones». Después de la primera ronda de la final, no recibieron suficientes votos del público para avanzar a los dos primeros y terminaron en tercer lugar el 20 de diciembre de 2012.
| Actuaciones y resultados de The X Factor | Actuaciones y resultados de The X Factor | Actuaciones y resultados de The X Factor               | Actuaciones y resultados de The X Factor    | Actuaciones y resultados de The X Factor        | Actuaciones y resultados de The X Factor    | Actuaciones y resultados de The X Factor    | Actuaciones y resultados de The X Factor     | Actuaciones y resultados de The X Factor |
| Show                                     | Tema                                     | Canción                                                | Canción                                     | Canción                                         | Canción                                     | Canción                                     | Orden                                        | Resultado                                |
| Show                                     | Tema                                     | Dinah Jane Hansen                                      | Lauren Jauregui                             | Ally Brooke                                     | Normani Kordei Hamilton                     | Camila Cabello                              | Orden                                        | Resultado                                |
| ---------------------------------------- | ---------------------------------------- | ------------------------------------------------------ | ------------------------------------------- | ----------------------------------------------- | ------------------------------------------- | ------------------------------------------- | -------------------------------------------- | ---------------------------------------- |
| Audiciones                               | Elección Libre                           | «If I Were A Boy»                                      | «If I Ain't Got You»                        | «On My Knees»                                   | «Chain of Fools»                            | «Respect»                                   | —                                            | Avanzan a las bootcamps                  |
| Bootcamp 1                               | Elección Libre                           | «Hero»                                                 | «E.T.»                                      | «Somebody That I Used To Know»                  | «If I Ain't Got You»                        | «Back to Black»                             | Avanzan a la segunda fase de las bootcamps   |                                          |
| Bootcamp 2                               | Actuación en Grupo                       | Sin emitir                                             | Sin emitir                                  | Sin emitir                                      | Sin emitir                                  | Sin emitir                                  | Avanzan a la tercera fase de las bootcamps   |                                          |
| Bootcamp 3                               | Actuación a dúo                          | «Stronger (What Doesn't Kill You)» (con Diamond White) | «These Arms of Mine» (con Sister C)         | «Knockin' on Heaven's Door» (con Julia Bullock) | «What Makes You Beautiful» (con Arin Ray)   | «Your Song» (con Jordan Shane)              | Reagrupadas. Avanzan a la Casa de los Jueces |                                          |
| Casas de los Jueces                      | Elección Libre                           | «Impossible»                                           | «Impossible»                                | «Impossible»                                    | «Impossible»                                | «Impossible»                                | Avanzan a las galas en directo               |                                          |
| Semana 1                                 | Made in America                          | «We Are Never Ever Getting Back Together»              | «We Are Never Ever Getting Back Together»   | «We Are Never Ever Getting Back Together»       | «We Are Never Ever Getting Back Together»   | «We Are Never Ever Getting Back Together»   | 13                                           | Nominadas                                |
| Semana 1                                 | Duelo                                    | «Skyscraper»                                           | «Skyscraper»                                | «Skyscraper»                                    | «Skyscraper»                                | «Skyscraper»                                | 8                                            | Salvadas por Simon Cowell                |
| Semana 2                                 | Canciones de películas                   | «A Thousand Years»                                     | «A Thousand Years»                          | «A Thousand Years»                              | «A Thousand Years»                          | «A Thousand Years»                          | 13                                           | Salvadas (5°)                            |
| Semana 3                                 | Divas                                    | «Hero»                                                 | «Hero»                                      | «Hero»                                          | «Hero»                                      | «Hero»                                      | 8                                            | Salvadas (6°)                            |
| Semana 4                                 | Acción de Gracias                        | «I'll Stand By You»                                    | «I'll Stand By You»                         | «I'll Stand By You»                             | «I'll Stand By You»                         | «I'll Stand By You»                         | 6                                            | Salvadas (7°)                            |
| Semana 5                                 | Números 1                                | «Stronger (What Doesn't Kill You)»                     | «Stronger (What Doesn't Kill You)»          | «Stronger (What Doesn't Kill You)»              | «Stronger (What Doesn't Kill You)»          | «Stronger (What Doesn't Kill You)»          | 4                                            | Salvadas (4°)                            |
| Semana 6                                 | Unplugged                                | «Set Fire to the Rain»                                 | «Set Fire to the Rain»                      | «Set Fire to the Rain»                          | «Set Fire to the Rain»                      | «Set Fire to the Rain»                      | 4                                            | Nominadas                                |
| Semana 6                                 | Canciones de Pepsi Challenge             | «Give Your Heart a Break»                              | «Give Your Heart a Break»                   | «Give Your Heart a Break»                       | «Give Your Heart a Break»                   | «Give Your Heart a Break»                   | 10                                           | Nominadas                                |
| Momento decisivo (Semana 6)              | Elección Libre                           | «Anytime You Need a Friend»                            | «Anytime You Need a Friend»                 | «Anytime You Need a Friend»                     | «Anytime You Need a Friend»                 | «Anytime You Need a Friend»                 | 1                                            | Salvadas por el voto de los jueces (4°)  |
| Semifinal                                | Elección del concursante                 | «Anything Could Happen»                                | «Anything Could Happen»                     | «Anything Could Happen»                         | «Anything Could Happen»                     | «Anything Could Happen»                     | 4                                            | Salvadas (2º)                            |
| Semifinal                                | Sin tema                                 | «Impossible»                                           | «Impossible»                                | «Impossible»                                    | «Impossible»                                | «Impossible»                                | 8                                            | Salvadas (2º)                            |
| Final                                    | Actuación Favorita                       | «Anything Could Happen»                                | «Anything Could Happen»                     | «Anything Could Happen»                         | «Anything Could Happen»                     | «Anything Could Happen»                     | 3                                            | Tercera posición                         |
| Final                                    | Dúos con famosos                         | «Give Your Heart a Break» (con Demi Lovato)            | «Give Your Heart a Break» (con Demi Lovato) | «Give Your Heart a Break» (con Demi Lovato)     | «Give Your Heart a Break» (con Demi Lovato) | «Give Your Heart a Break» (con Demi Lovato) | 6                                            | Tercera posición                         |
| Final                                    | Canción del ganador                      | «Let It Be»                                            | «Let It Be»                                 | «Let It Be»                                     | «Let It Be»                                 | «Let It Be»                                 | 9                                            | Tercera posición                         |
| Final                                    | Canción de Navidad                       | «Christmas (Baby Please Come Home)»                    | «Christmas (Baby Please Come Home)»         | «Christmas (Baby Please Come Home)»             | «Christmas (Baby Please Come Home)»         | «Christmas (Baby Please Come Home)»         | 2                                            | Tercera posición                         |

### 2013-2014:Better Together

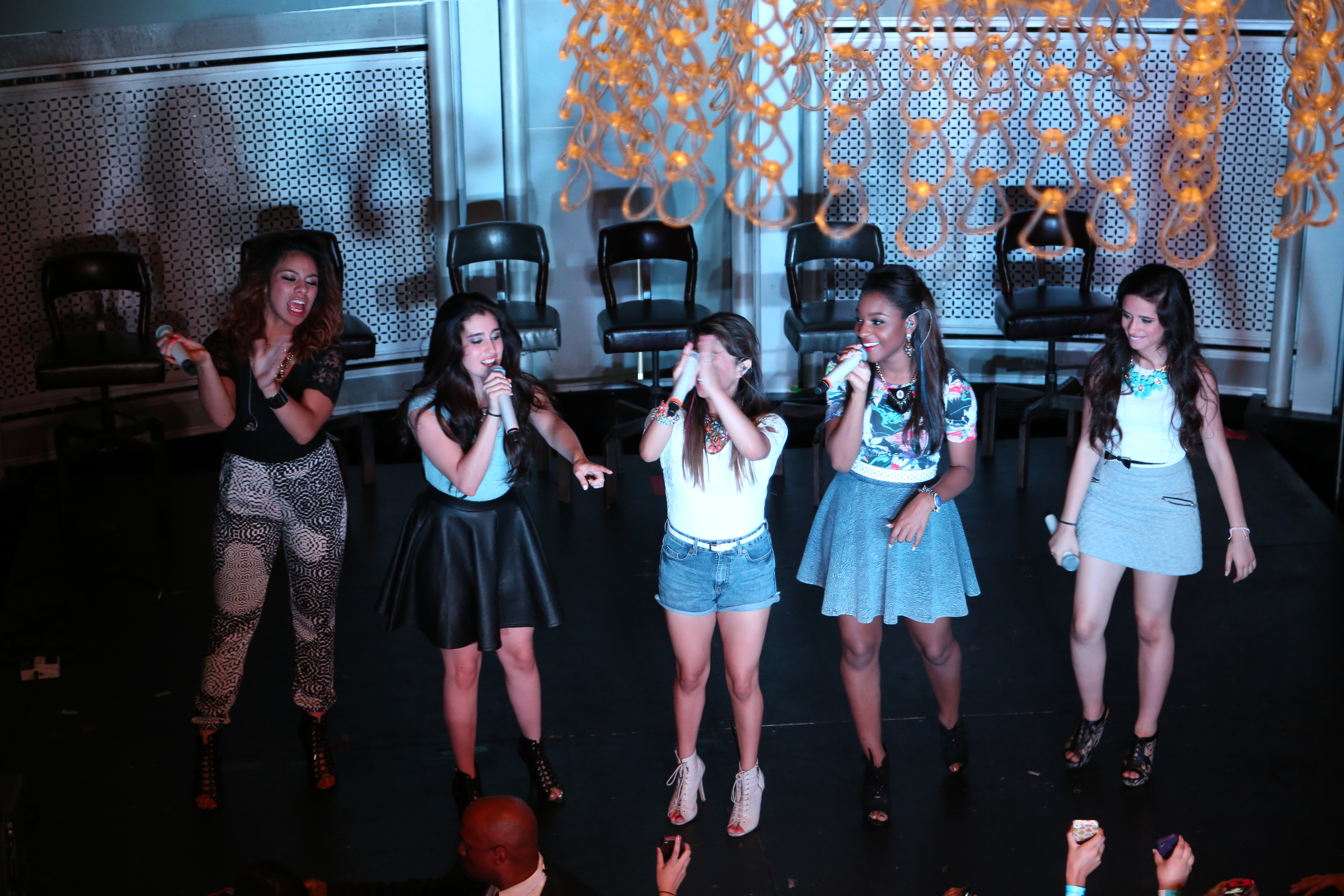
Fifth Harmony actuando en el Harmonize America Mall Tour en agosto de 2013.

Aproximadamente un mes después del final de la segunda temporada de The X Factor, el 17 de enero de 2013, su mentor Simon Cowell firmó oficialmente con Fifth Harmony para su sello discográfico, Syco Music, en un acuerdo conjunto con el sello del juez L.A. Reid, Epic Records. Popdust les otorgó el reconocimiento «Next Pop Superstar of 2013», un concurso anual que se lleva a cabo para artistas emergentes. Comenzaron a grabar versiones de canciones que se cargaron en la plataforma para compartir videos, YouTube. Tres de sus portadas recibieron elogios públicos de los artistas originales, incluidos Ed Sheeran, Ariana Grande y Mikky Ekko. Fifth Harmony también apareció en la obra extendida de Boyce Avenue, Cover Collaborations, Volume 2, cantando versiones de «Mirrors» de Justin Timberlake y «When I Was Your Man» de Bruno Mars.
Su sencillo debut «Miss Movin' On» fue lanzado el 16 de julio de 2013, como el tema principal de su EP debut y alcanzó su punto máximo en el Billboard Hot 100 en el número 76, anteriormente el sencillo con la clasificación más alta de un concursante de The X Factor para aparecer en el gráfico. Su obra extendida debut, Better Together, fue lanzada el 22 de octubre, vendió 28.000 copias en su primera semana y alcanzó su punto máximo en el Billboard 200 en el número seis. Las versiones en español del EP, Juntos y Juntos Acoustic se lanzaron el 8 de noviembre, alcanzando el puesto 2 y 12 respectivamente en la lista Top Latin Albums de Billboard. La canción fue certificada oro en los Estados Unidos por vender 500 000 descargas digitales y reproducciones combinadas. El sencillo promocional de la obra extendida, «Me & My Girls», se ubicó en la lista Hot Digital Songs de Billboard en el puesto 53.
A lo largo de julio y agosto de 2013, Fifth Harmony actuó en varios centros comerciales de los Estados Unidos en una gira promocional titulada «Harmonize America». El 5 de agosto de 2013, el grupo de chicas celebró su primer aniversario realizando cinco espectáculos en la ciudad de Nueva York. Los conciertos emergentes en toda la ciudad incluyeron actuaciones en el iHeartRadio Theatre y el Madison Square Park. El grupo fue uno de los teloneros de Cher Lloyd durante su I Wish Tour, que comenzó el 6 de septiembre de 2013. El 11 de septiembre de 2013, el grupo anunció su primera gira de salas de conciertos titulada «Fifth Harmony 2013», tocando en salas de conciertos de Canadá y Estados Unidos. Su acto de apertura fue la banda de indie pop AJR. El 24 de noviembre, interpretaron «Better Together» en la alfombra roja de los American Music Awards de 2013. Apoyaron el Neon Lights Tour de Demi Lovato como uno de los tres actos de apertura que tocaron en 27 estadios en América del Norte.

### 2014-2015:Reflectiony avance

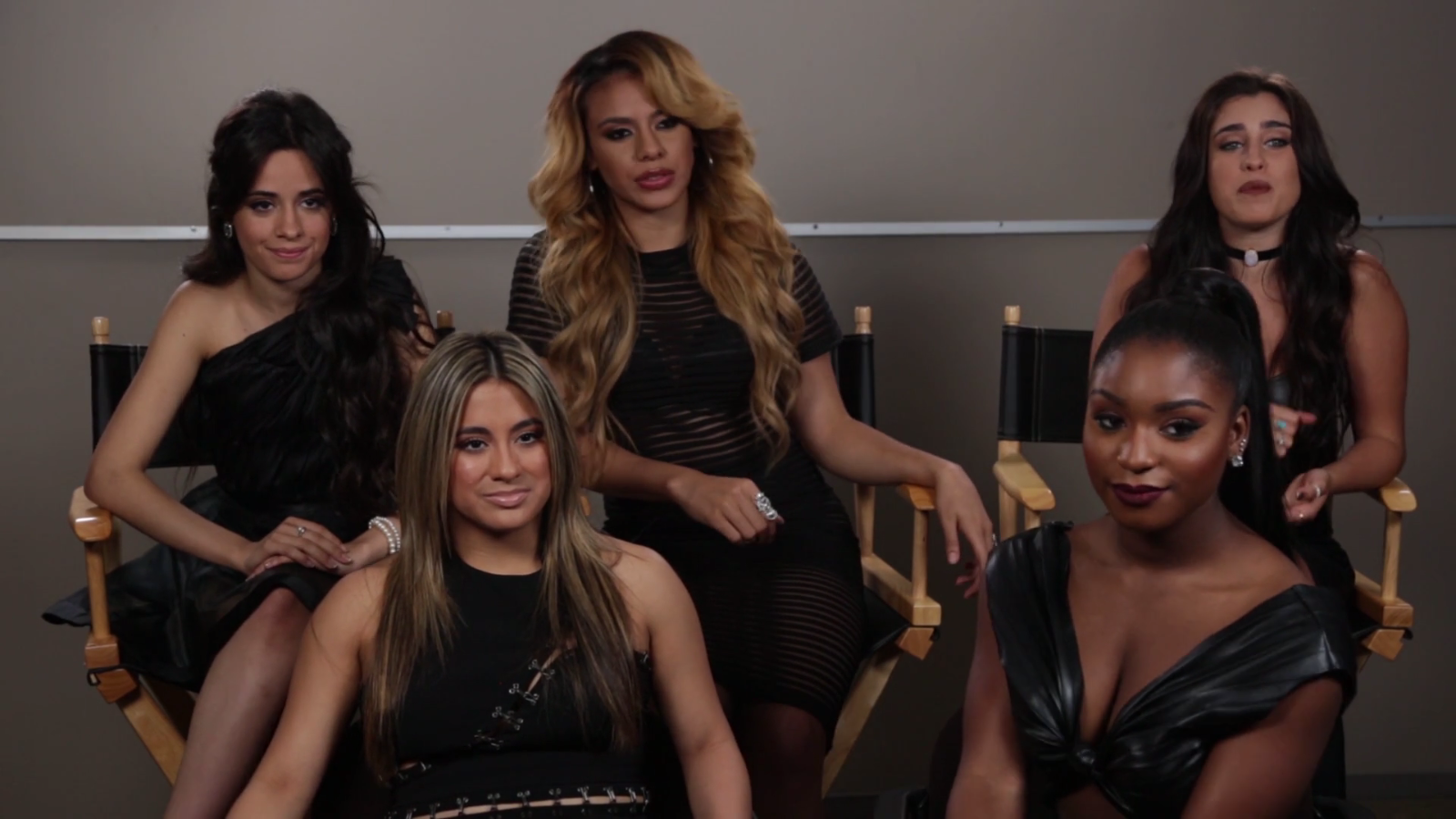
Fifth Harmony siendo entrevistada por Vevo en 2015.

El 23 de enero de 2014, Fifth Harmony encabezó el concierto MTV Artists To Watch, un concierto anual que presenta a los artistas emergentes que MTV promocionará durante el año. El concierto también contó con actuaciones de Tori Kelly, Rixton, Echosmith y Jake Miller. A principios de 2014, Fifth Harmony confirmó los informes de que había comenzado la grabación de su álbum debut de larga duración con los productores de discos Julian Bunetta, Daylight, Joe London y el compositor multiinstrumentista Ricky Reed. El grupo declaró que el álbum es menos pop, «más rítmico» y tiene un sonido más maduro que Better Together. La cuarta gira promocional principal de Fifth Harmony se reveló a fines de marzo de 2014, titulada Fifth Times a Charm Tour, con fechas en Puerto Rico y los Estados Unidos.
El sencillo principal del álbum, «Bo$$», fue lanzado el 7 de julio de 2014, alcanzó el puesto 43 en la lista Billboard Hot 100 con ventas en la primera semana de 75,000 y recibió una certificación de platino de los Estados Unidos por vender un millón de descargas digitales. y arroyos combinados. El segundo sencillo de Reflection, «Sledgehammer», escrito por Meghan Trainor, se lanzó el 28 de octubre de 2014 y se convirtió en la primera entrada del grupo entre los 40 primeros en el Billboard Hot 100, y también fue certificado platino en los Estados Unidos. El 4 de diciembre de 2014, el grupo fue invitado a cantar en la Casa Blanca para la Iluminación Nacional del Árbol de Navidad, donde interpretaron una versión de la exitosa canción navideña de Mariah Carey, «All I Want for Christmas Is You». Billboard anunció que un representante de Epic Records había confirmado que el lanzamiento del álbum se trasladó del 16 de diciembre de 2014 al 27 de enero de 2015.
Su álbum de estudio debut, Reflection, finalmente se lanzó el 3 de febrero de 2015. Después de una semana completa de ventas, el álbum ingresó al Billboard 200 en el número cinco con 80 000 unidades (62 000 de las cuales provenían de las ventas tradicionales de álbumes) y finalmente fue certificado oro por la Recording Industry Association of America en febrero de 2016. El tercer sencillo del álbum, «Worth It», con el rapero estadounidense Kid Ink, fue lanzado el 2 de marzo de 2015 y se convirtió en el sencillo más exitoso del grupo en ese momento, alcanzando el número 12 en el Billboard Hot 100, ganándole al grupo una certificación de triple platino. La canción se ubicó entre los diez primeros en trece países y recibió certificaciones de doce. El éxito de «Worth It» se vio afectado en gran medida por las actuaciones televisadas en el final de temporada de Dancing with the Stars y su debut nocturno en Jimmy Kimmel Live! el 18 de junio de 2015, junto a Kid Ink por primera vez. El álbum fue apoyado por la primera gran gira principal del grupo, Reflection Tour, que visitó 63 ciudades de América del Norte y 6 ciudades de Europa. Fifth Harmony regresó a la Casa Blanca el 6 de abril de 2015 para actuar en el evento anual Rollo de huevo de Pascua de la Casa Blanca, donde cantaron «Happy Birthday» como parte del quinto aniversario de la iniciativa «Let's Move» de la primera dama Michelle Obama.
Más tarde ese año, el grupo lanzó «I'm in Love with a Monster» el 25 de septiembre de 2015, una canción para la película Hotel Transylvania 2 que apareció en el tráiler y también en la película. El 11 de diciembre de 2015, Fifth Harmony recibió el premio al Grupo del año en la ceremonia Billboard Women in Music 2015, en honor a las mujeres más influyentes de la industria. Críticamente, Reflection aterrizó en varias listas de mitad de año y fin de año, incluidas Rolling Stone y Complex, que clasificaron el álbum en el puesto 39 y 9 en la categoría exclusivamente pop, respectivamente. Varios críticos notaron la experimentación del grupo con hip-hop grunge y R&B retro que no se escuchó anteriormente en su obra extendida.

### 2015-2016:27/7y salida de Cabello

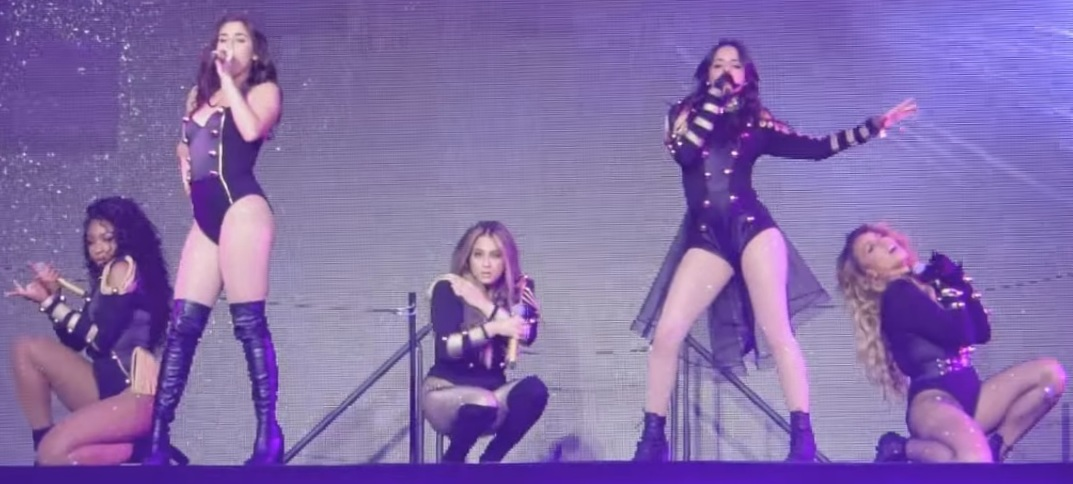
Fifth Harmony actuando en el The 7/27 Tour en 2016.

El 23 de septiembre de 2015, el grupo anunció que habían comenzado a grabar su segundo álbum de estudio. Después de un receso de invierno, se anunció el 25 de febrero de 2016 que Fifth Harmony lanzaría su segundo álbum de estudio 7/27 el 20 de mayo de 2016. El álbum lleva el nombre del día en que se formaron en The X Factor. Más tarde se anunció que el lanzamiento del álbum se retrasó una semana hasta el 27 de mayo para mantener el tema del álbum de 27. El sencillo principal, «Work from Home», que presenta al rapero estadounidense Ty Dolla Sign, fue lanzado el 26 de febrero de 2016, junto con su video musical. El sencillo alcanzó el puesto número cuatro en el Billboard Hot 100 y se convirtió en el sencillo con las listas más altas del grupo en los Estados Unidos, mientras alcanzaba el top 10 en otros veintidós países. El sencillo también se convirtió en el primer top cinco para un grupo de mujeres en casi una década, siguiendo la canción de The Pussycat Dolls, «Buttons», que alcanzó el puesto número tres.
7/27 fue lanzado el 27 de mayo de 2016, debutando en el número cuatro en el Billboard 200 con 74 000 unidades equivalentes a álbumes (49 000 en ventas puras de álbumes), lo que lo convierte en el álbum con las listas más altas del grupo hasta la fecha. El álbum también marcó el debut del grupo en Japón y Corea del Sur, al tiempo que logró los diez primeros puestos en otros quince países. La pista «All In My Head (Flex)» fue lanzada el 31 de mayo de 2016 como el segundo sencillo del álbum. La canción interpola el sencillo «Flex)» de Mad Cobra de 1995 y fue coescrita por los cinco miembros. El álbum contó con el apoyo de The 7/27 Tour, que comenzó el 22 de junio de 2016 en Lima, Perú, visitando Sudamérica, Norteamérica y Europa con los artistas de apoyo Victoria Monét y JoJo. El grupo ganó dos MTV Video Music Awards por «Work from Home» y «All in My Head (Flex)» y fue nombrado por Billboard como las «estrellas jóvenes más populares» menores de 21 años en 2016. Interpretaron su tercer sencillo «That's My Girl» en los American Music Awards y ganaron su primer premio de este espectáculo en la categoría Colaboración del año por «Work from Home». Para noviembre de 2016, el álbum había vendido 1,6 millones de unidades equivalentes, que incluían ventas, transmisión y consumo de pistas del álbum. La última actuación del grupo de 2016 y como quinteto fue en el New Year's Rockin 'Eve de Dick Clark previamente grabado, durante el cual interpretaron «Worth It», «Work from Home» y «That's My Girl». El 18 de diciembre de 2016, el grupo anunció que Cabello había dejado el grupo y que los cuatro miembros restantes continuarían como un cuarteto.

### 2017-2018: Fifth Harmony y pausa indefinida

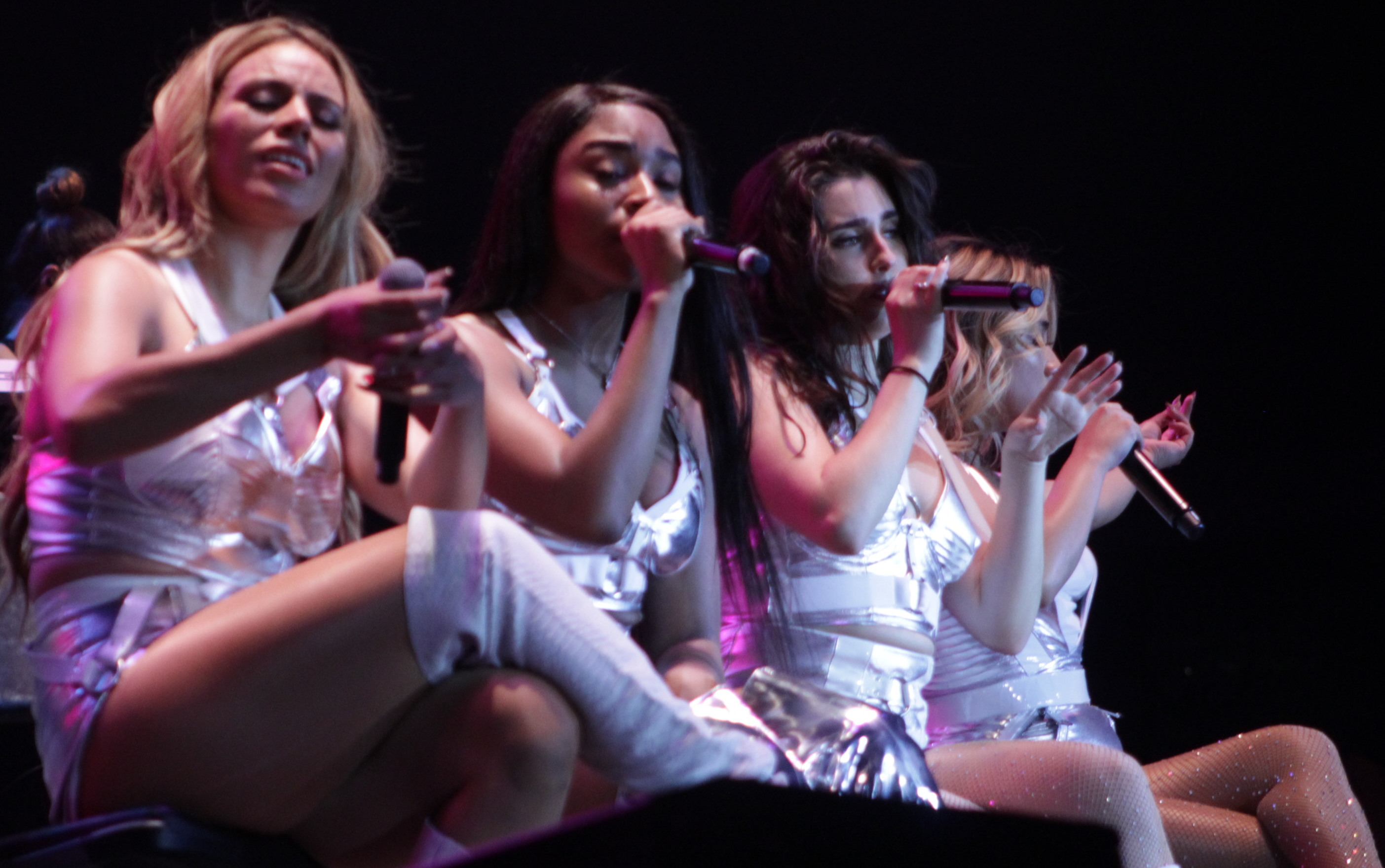
Fifth Harmony actuando en el PSA Tour en septiembre de 2017.

El grupo hizo su primera aparición desde la partida de Cabello en la 43.ª edición de los People's Choice Awards el 17 de enero de 2017. Allí, interpretaron una versión editada de «Work from Home», y ganaron el premio a Grupo Favorito por segundo año consecutivo. El 29 de mayo de 2017, el grupo anunció su nuevo sencillo, «Down», con la voz invitada del rapero Gucci Mane. La canción fue lanzada el 2 de junio de 2017 y alcanzó el puesto 42 en el Billboard Hot 100. El 24 de julio de 2017, durante una aparición en The Tonight Show Starring Jimmy Fallon, el grupo anunció que su tercer álbum de estudio se titularía Fifth Harmony. El álbum fue lanzado el 25 de agosto de 2017 y debutó en el número cuatro en el Billboard 200. Las chicas actuaron en los MTV Video Music Awards 2017, donde comenzaron con el sencillo promocional «Angel», antes de hacer la transición a "Down" con Mane. El 9 de agosto, anunciaron que se embarcarían en su tercera y última gira oficial de conciertos en apoyo del álbum. El grupo lanzó el segundo sencillo del álbum, titulado «He Like That». El video musical de la canción fue lanzado el 25 de agosto de 2017 y como sencillo en la radio el 19 de septiembre de 2017 El grupo interpretó su sencillo del álbum Good Morning America y The Late Late Show with James Corden.
Fifth Harmony se hizo cargo de TRL interpretando dos canciones «He Like That» y «Don't Say You Love Me». El grupo grabó la canción, «Can You See», para la película bíblica animada por computadora The Star. Lanzaron un video con la letra de la canción el 17 de octubre de 2017. El álbum de la banda sonora de The Star fue lanzado el 24 de octubre de 2017. El 26 de octubre, lanzaron «Por Favor», un dueto con el rapero Pitbull, como el tercer sencillo del relanzamiento de Spotify del álbum y lo interpretó en los Latin American Music Awards de 2017. El grupo interpretó su canción, «Can You See» para The Wonderful World of Disney: Magical Holiday Celebration el 30 de noviembre de 2017. Volvieron a interpretar la canción para Showtime en el especial de Navidad de Apollo presentado por Steve Harvey el 14 de diciembre de 2017. El grupo comenzó su gira PSA Tour el 29 de septiembre en Santiago de Chile, con Becky G actuando como telonera en varios países latinoamericanos, incluidos México y Argentina. También se planeó que Lost Kings apoyaran al grupo en las fechas de su gira australiana antes de que se cancelaran las fechas. El grupo interpretó su sencillo «Por favor» con Pitbull en Showtime at the Apollo presentado por Steve Harvey el 1 de marzo de 2018.
El 19 de marzo de 2018, el grupo tomó la decisión de hacer una pausa indefinida para dedicarse a proyectos en solitario. Antes de su pausa, el grupo completó una serie final de espectáculos y lanzó un video musical para su canción «Don't Say You Love Me». A partir de septiembre de 2018, todos los miembros lanzaron sencillos en solitario y álbumes debut confirmados.

## Estilo de música
Fifth Harmony es un grupo femenino de pop y R&B. Han explorado otros géneros como trap, tropical house, hip hop, Rnbass, EDM, dancehall, dance-pop, y reggae. También han descrito su música como una «sensación retro». El grupo menciona a las Spice Girls, Mariah Carey, Whitney Houston y Destiny's Child como sus principales influencias. Lana Del Rey, Adele, Janet Jackson, Celine Dion, Taylor Swift, Brandy, Jennifer Lopez, Patti LaBelle, Cher Lloyd, Carrie Underwood, Jessie J, Beyoncé, Alicia Keys, Christina Aguilera, Selena, Celia Cruz, Demi Lovato, Ed Sheeran y Leona Lewis han influido en miembros individuales del grupo.

## Impacto e influencia
Fifth Harmony ha sido mencionado como «el grupo de chicas más grande de la década de 2010» por Billboard, «el grupo de chicas más importante de Estados Unidos» por Vulture, «las actuales abanderadas del éxito de los grupos de chicas» por Gold Derby, y «el grupo de chicas más grande en una generación» por The Recording Academy. El éxito de Fifth Harmony se comparó con el impacto que tuvieron las Spice Girls en la década de 1990, y MIC las denominó «Las Spice Girls del siglo XXI». Fifth Harmony también ha sido mencionado como uno de los mejores grupos femeninos de todos los tiempos por la revista US, en 2022.
El escritor Jason Lipshutz de Billboard escribió que el grupo «alentó a las mujeres jóvenes a adoptar el cuidado de sí mismas y la confianza con una eficacia que pocos artistas pop han podido igualar en esta década [...] Fifth Harmony representó mucho más que un puñado de éxitos para una joven generación de oyentes de música. Ellas importaban, y lo seguirán siendo durante mucho tiempo».
En 2016, el periodista Hugh McIntyre de Forbes declaró: «Es seguro decir que Fifth Harmony no tiene ninguna competencia real de la que valga la pena hablar en el carril de los grupos de chicas». The Daily Trojan declaró que «Fifth Harmony se estableció como el grupo de chicas más popular de la nueva generación, un vacío que necesitaba llenarse desesperadamente después de la disolución de las Pussycat Dolls y Danity Kane. Las chicas encontraron su nicho: mujeres de color empoderadas quienes no rehuían la sexualidad, el feminismo o el logro. Sus canciones resonaban con dinamismo y fiereza, y sus talentos vocales brillaban en cada hit».

## Logros
La compañía de juguetes estadounidense Mattel produjo muñecas de celebridades con el tema de Barbie modeladas según cada miembro del grupo. El grupo ha aparecido en la lista de Spotify de los '10 artistas menores de 25 años más influyentes' (2015), así como en la lista 21 menores de 21 de Billboard tres veces (2014, 2015, 2016), incluida la clasificación en la cima de la lista en 2016. Ese mismo año, se convirtieron en la primera mujer en ser coronada como la superestrella más caliente del verano de MTV con más de 67 millones de votos, superando por poco a Beyoncé. Además, Fifth Harmony actuó dos veces para el expresidente de los Estados Unidos, Barack Obama, durante su mandato en la Casa Blanca. También tienen el título del grupo de chicas más vendido de su generación.
Los tres álbumes de estudio del grupo, así como su reproducción extendida, se ubicaron entre los diez primeros del Billboard 200 de Estados Unidos, lo que los convierte en el grupo de chicas con la mayor cantidad de entradas en la lista en el siglo XXI; también están empatados con Destiny's Child, en el tercer lugar entre las diez entradas más importantes en la lista por un grupo de chicas en general, detrás de The Chicks y The Supremes. Tres integrantes de Fifth Harmony (Camila Cabello, Normani y Lauren Jauregui) figuraron en el Billboard Hot 100 como solistas, lo que las convirtió en el cuarto grupo de chicas en lograrlo. Además, son uno de los tres grupos que tienen dos solistas (Camila Cabello y Normani) que alcanzan el número uno en la lista Mainstream Top 40.
Su mayor éxito, «Work from Home», se convirtió en el sencillo con las listas más altas en los Estados Unidos y la primera entrada entre los cinco primeros de un grupo exclusivamente femenino en las listas en diez años desde «Buttons» de The Pussycat Dolls, que alcanzó su punto máximo en el número 3. en 2017, «Work from Home» ocupó el puesto 14 en la lista de las '100 mejores canciones de grupos femeninos de todos los tiempos: selecciones de la crítica' de Billboard. Rolling Stone la nombró una de las mejores canciones de la década de 2010. En 2019, la canción ocupó el cuarto lugar en la lista de los '100 mejores sencillos de bandas femeninas de los últimos 25 años' de la UK Official Charts Company, que fue la posición más alta para un acto internacional o estadounidense. El video musical de la canción fue el más visto de 2016 en YouTube.
El sencillo «Worth It» de Fifth Harmony fue el primer video musical de un grupo femenino en superar los mil millones de visitas en YouTube. Ha acumulado más de dos mil millones de visitas en YouTube, convirtiéndose en el segundo video musical del grupo en lograrlo después de «Work From Home».

## Filantropía
Fifth Harmony apoya una serie de organizaciones benéficas y organizaciones cuyas iniciativas se centran en el patrocinio de adolescentes desfavorecidos y la promoción del empoderamiento de los jóvenes. En noviembre de 2013 se asociaron con la Fundación Ryan Seacrest y visitaron pacientes en el Children's Hospital de Filadelfia. También visitaron a pacientes en el Children's Hospital en los Ángeles. En 2013 Fifth Harmony participó en la iniciativa Social Media Mania, patrocinada por los productores ejecutivos de Teen Choice Awards, que incluía seminarios en escuelas secundarias sobre temas como la promoción de la conciencia de los medios sociales y la protección contra los peligros del uso indebido de la tecnología; Y dos miembros del grupo también compartieron algunas de sus propias experiencias como víctimas de la intimidación cibernética.
Fifth Harmony tiene una asociación con Girl Scouts of America, realizando una serie de conciertos gratuitos para niñas que han participado en varias actividades de recaudación de fondos y caritativas para la organización. Fifth Harmony ha realizado conciertos en Minnesota, Wisconsin, Ohio y Virginia.
Junto con el lanzamiento de su sencillo "BO$$", el grupo lanzó una campaña de autoestima en colaboración con Do Something llamada #ImABOSS. La campaña se desarrolló entre el 9 de julio de 2014 y el 9 de septiembre de 2014 y alentó a los jóvenes a hacer señales para sus amigos que incluyen un cumplido o rasgo único de esos amigos. El propósito de la campaña fue declarado para infundir confianza y amabilidad en la juventud. Ally Brooke fue citada diciendo que "la campaña #ImABoss está exactamente en la línea con nuestro nuevo sencillo BO$$ porque es todo acerca de poseer y compartir lo que te hace confiado y fuerte".
Fifth Harmony también fueron anunciadas como embajadoras de la Fundación Cybersmile, una iniciativa contra la intimidación cibernética, en mayo de 2015. Nacida prematuramente, Ally Brooke se convirtió en portavoz de la organización de salud materno-infantil March of Dimes en noviembre de 2015, en honor del Prematurity Awareness Month y Prematurity Day. Camila Cabello también se asoció con Save The Children para mostrar la importancia por los niños de Siria. Lauren Jauregui participa actualmente en la campaña #LoseYourVCard de Do Something para ayudar y animar a los nuevos adultos a votar y ayudar a guiarlos en el proceso para que los jóvenes de los Estados Unidos puedan estar más involucrados en el resultado final. Normani Kordei, por otro lado, fue nombrada Embajadora de la Diversidad de la fundación Cybersmile después de haber sido acosada y maltratada por su color de piel y ahora está obligada a evitar que eso no le suceda a otras personas.

## Respaldos y patrocinios
Sony Music Entertainment anunció que lanzaría acuerdos de patrocinio entre Fifth Harmony y varias compañías, incluidas dos líneas de ropa con Wet Seal. La primera línea de ropa con Wet Seal se lanzó en agosto de 2014 en 200 tiendas en todo Estados Unidos, con una colección de cada miembro basada en su estilo individual. Durante el verano de 2015, Fifth Harmony fue nombrada la cara de la marca de ropa Candie's.

## Miembros

### Miembros actuales

#### Ally Brooke
Allyson Brooke Hernández nació el 7 de julio de 1993. Hija de Jerry y Patricia Hernández. Es de ascendencia mexicana. Hernández audicionó para The X Factor en Austin, Texas, cantando «On My Knees» de la cantante pop contemporánea cristiana y latina Jaci Velázquez. Durante una recapitulación de la segunda temporada de The X Factor, el Huffington Post describió su audición como uno de los momentos más destacados de la temporada, afirmando que "era una actuación tranquila pero controlada, golpeando algunas notas de gracia asombrosas".

#### Lauren Jauregui
Lauren Michelle Jauregui nació en Miami, Florida el 27 de junio de 1996 Hija de Michael y Clara Jauregui, tiene dos hermanos, Taylor y Chris. Jauregui es de ascendencia cubana. Ella menciona a Journey, Paramore, The Script, Alicia Keys y Christina Aguilera como sus influencias. Jauregui se declaró como bisexual en una carta abierta a los votantes del presidente electo Donald Trump, publicada por la revista Billboard el 18 de noviembre de 2016.
A los 16 años, Jauregui audicionó para The X Factor en Greensboro, Carolina del Norte con la canción «If I Ain't Got You» de Alicia Keys. Se le dieron cuatro «sí» y se le permitió pasar al bootcamp. Luego fue eliminada, pero más tarde fue traída de vuelta a la competencia para formar de lo que es ahora el grupo Fifth Harmony.

#### Normani Kordei
Normani Kordei Hamilton nació en Atlanta, Georgia el 31 de mayo de 1996. Pasó sus primeros años en Nueva Orleans, y su familia se trasladó a Houston, Texas después del huracán Katrina en 2005. Hamilton registró su primer sencillo a los 13 años. Ella tuvo un pequeño papel en la serie de HBO, Treme. Ella atribuye a Beyoncé como su principal influencia artística.

#### Dinah Jane
Dinah Jane Hansen nació en Santa Ana, California el 22 de junio de 1997; sus padres son Gordon y Milika Fot'aika. Ella es la mayor de seis hermanos. Es de ascendencia polinesia, tongana y danesa. Hansen audicionó para The X Factor cantando «If I Were a Boy» de Beyonce, durante el cual L.A. Reid declaró que «llevó la canción a lugares que incluso Beyonce no». Ella cita a Ciara, Beyonce, Leona Lewis, Mariah Carey y Etta James como sus influencias musicales.
Durante la ronda final de bootcamp, Hansen cantó «Stronger (What Does not Kill You)» de Kelly Clarkson con otro concursante. Olvidó parte de la canción durante toda la actuación. Debido a esto, Hansen fue eliminada como una intérprete solista, pero más tarde fue traída de nuevo a la competencia para formar Fifth Harmony.
En 2015, Hansen hizo una audición para el papel del personaje principal en la película de animación de Disney, Moana pero no fue escogida.

#### Camila Cabello
Karla Camila Cabello Estrabao nació en Cuba el 3 de marzo de 1997. Cuando tenía cinco años, Cabello ya había vivido en La Habana y México, antes de trasladarse a los Estados Unidos. En su infancia, creció escuchando a artistas hispanos como Celia Cruz y Alejandro Sanz.
Cabello audicionó para The X Factor en Carolina del Norte. Ella primero audicionó para los productores del programa y consiguió que la llamaran de nuevo a audicionar para los jueces como alternativa, significando que si después del espectáculo, había tiempo, ella podría audicionar. Después de su audición, recibió un «sí» de los cuatro jueces. Después de ser eliminada durante el bootcamp, Cabello fue llamada nuevamente por los jueces junto con otras cuatro competidoras femeninas para formar el grupo femenino que más adelante se conocería como Fifth Harmony.
En noviembre de 2015 Cabello lanzó una canción en dúo con el cantante canadiense Shawn Mendes, titulado «I Know What You Did Last Summer». La canción alcanzó el número 20 en los Estados Unidos y 18 en Canadá. Fue certificado platino por la Recording Industry Association of America (RIAA). En octubre de 2016, Cabello lanzó un sencillo conjunto con el rapero estadounidense Machine Gun Kelly llamado «Bad Things», que alcanzó una posición en el número 10 en el Billboard Hot 100 de los Estados Unidos.
El 18 de diciembre de 2016 la cuenta oficial del grupo lanzó un comunicado informado sobre la salida de Cabello del grupo. Uno de sus principales motivos de su salida fue el deseo de querer comenzar una carrera musical como solista. Y así fue, sacando su primer disco de estudio Camila con sencillos como «Havana», entre otros.

## Discografía

### Álbum de estudio
- 2015: Reflection
- 2016: 7/27
- 2017: Fifth Harmony

## Filmografía
| Año       | Título                 | Papel        | Notas               |
| --------- | ---------------------- | ------------ | ------------------- |
| 2013-2016 | Fifth Harmony Takeover | Ellas mismas | Webserie documental |

## Giras musicales
Como acto principal
- 2013: Harmonize America Mall Tour
- 2013: Fifth Harmony 2013 Tour
- 2014: The Worst Kept Secret Tour
- 2015: Reflection Tour
- 2016-2017: The 7/27 Tour
- 2017-2018: PSA Tour

Como acto de apertura
- 2013: I Wish Tour (Cher Lloyd)
- 2014: The Neon Lights Tour Demi Lovato (América del Norte)
- 2014: Live on Tour (Austin Mahone) (América del Norte)